# Lunavada (ville)
Lunavada est une ville, siège du district de Mahisagar, dans l'État du Gujarat au nord-ouest de l'Inde.

## Source
- (en) Cet article est partiellement ou en totalité issu de l’article de Wikipédia en anglais intitulé « Lunavada » (voir la liste des auteurs).